# Skamania County
Skamania County je okres ve státě Washington ve Spojených státech amerických. K roku 2010 zde žilo 11 066 obyvatel. Správním městem okresu je Stevenson. Celková rozloha okresu činí 4 362 km².